# Topshop
Topshop (укр. Топшоп) — британський бренд модного жіночого та чоловічого одягу. На сьогодні бренди Topshop і Topman входять до складу компанії Arcadia Group, яка є власністю британського мільярдера Філіпа Гріна. Бренд Topshop має статус культового, що підтверджує відкриття магазинів в престижних бутиках Colette в Парижі і Opening Ceremony в Нью-Йорку.

## Історія
Бренд Topshop вперше був представлений в 1964 році в лондонському магазині одягу Peter Robinson, де він займав відділ в напівпідвальному приміщенні. Через 4 роки після появи марки був створений окремий бренд Topman, який розробляв чоловічі колекції одягу. Через 10 років в 1974 році відкрився перший фірмовий магазин Topshop, де був представлений жіночий одяг для покупців у віці від 12 до 25 років.
До кінця 80-х років магазин не користувався популярністю, і покупців було досить мало. Ситуацію змінила Джейн Шефердсон, яка очолила компанію в цей час. Вона змінила політику бренду і почала випускати лімітовані колекції модного одягу. А залучення до співпраці відомих моделей зробило марку впізнаваною.
У 1992 році бренди Topshop і Topman підписали угоду про співпрацю, після якої було відкрито найбільший магазин одягу в Лондоні, який представляє обидві марки.
У 2005 році була випущена перша колекція преміальної лінії Topshop Unique. Бренд представив її на London Fashion Week. Вперше одяг масового сегменту продемонстрували на Лондонському Тижні Моди. Також в 2005 році Topshop був визнаний кращим модним брендом Великої Британії.
У 2007 році преміальну лінію бренду поповнив одяг, розроблений супермоделлю Кейт Мосс. Речі з колекції були моментально розкуплені в магазинах бренду. Згодом з Topshop працювали знамениті дизайнери Крістофер Кейн, Емма Кук та ін. Найбільшу популярність здобула колекція художниці Стелли Вайн, яка взяла за основу свої яскраві і незвичайні картини. Компанія відкрила і нові імена у світі моди — наприклад, дизайнери Джонатан Саундерс, Хуссейн Чалаян і Софія Кокосалаки.